# Necmettin Karaduman
Necmettin Karadumanl (ur. 1927 w Trabzonie, zm. 22 czerwca 2017 w Stambule) – turecki polityk i urzędnik, deputowany, w latach 1983–1987 przewodniczący Wielkiego Zgromadzenia Narodowego Turcji.

## Życiorys
Ukończył szkołę średnią w rodzinnej miejscowości, a następnie studia z zakresu administracji na wydziale nauk politycznych Uniwersytetu w Ankarze. Do 1977 pracował w administracji publicznej, zajmował stanowisko kajmakama w różnych okręgach. W 1966 został gubernatorem prowincji Kahramanmaraş, następnie pełnił tożsamą funkcję w prowincjach Erzurum i İçel. Później przeszedł do sektora prywatnego, był dyrektorem generalnym przedsiębiorstwa w Stambule. W 1983 uzyskał mandat deputowanego z ramienia Partii Ojczyźnianej. Z powodzeniem ubiegał się o reelekcję w wyborach w 1987. W latach 1983–1987 sprawował urząd przewodniczącego Wielkiego Zgromadzenia Narodowego Turcji.
Był żonaty, miał dwoje dzieci. Jego imieniem nazwano ulicę w Trabzonie.